# Sport Club LUwin.ch
Lo Sport Club LUwin.ch fu una società di calcio femminile di Lucerna (Svizzera), fondata il 1º luglio 2004, ereditando i titoli del settore femminile del Sursee.
Dopo dieci stagioni del campionato svizzero femminile di calcio, disputando i campionati di prime e secondo livelli, rispettivamente Lega Nazionale A e Lega Nazionale B, la società si fonde con la sezione femminile del Kriens dando origine al Fussball Club Luzern Frauen.

## Il nome
- LU: sta per Lucerna ed il cantone omonimo
- win: sta per mentalità vincente
- ch: sta per Svizzera

## Palmarès
- Campionato svizzero: 5

2001-2002, 2002-2003, 2003-2004 (come FC Sursee)
2004-2005, 2005-2006
- Coppa Svizzera: 4

2002, 2004 (come FC Sursee)
2005, 2006